# Calceolaria zamorana
Calceolaria zamorana är en toffelblomsväxtart som beskrevs av U. Molau. Calceolaria zamorana ingår i släktet toffelblommor, och familjen toffelblomsväxter. Inga underarter finns listade i Catalogue of Life.